# Санкции в хозяйственных отношениях
Санкции в хозяйственных отношениях — установленные законодательством правовые последствия неисполнения или ненадлежащего исполнения субъектом предпринимательской деятельности актов законодательства в сфере экономических отношений, результат экономической ответственности.
Экономическая санкция определяется как установленная актами законодательства мера государственного принуждения, имеющая характер имущественного и (или) неимущественного воздействия и применяемая к субъекту предпринимательской деятельности за совершение экономических правонарушений. Причём под экономическим правонарушением следует понимать противоправное деяние (действие или бездействие) субъекта предпринимательской деятельности, выразившееся в неисполнении или ненадлежащем исполнении актов законодательства, регулирующих экономические отношения.

## Функции и значение хозяйственных санкций
Функциями санкции являются:
- охранительная. Мера оперативного воздействия на субъекта хозяйствования, нарушившего закон, воздействующая на него как мера охраны правопорядка и ограждения его прав от нарушения, побуждающая нарушителя прекратить нарушение;
- компенсационная. Выражается в возмещении субъекту хозяйствования ущерба, связанного с ненадлежащим исполнением обязательств другой стороной;
- штрафная. Состоит в наказании субъекта, допустившего правонарушение;
- восстановительная. Состоит в приведении субъекта, чьи права были нарушены, в прежнее состояние.

Таким образом, санкции — это меры воздействия на субъекта хозяйствования, нарушившего закон, воздействующие на него как меры охраны правопорядка, побуждающие нарушителя прекратить нарушение и предупреждающие причинение убытков, а также воздействующие на него материально.
Санкции подразделяются на виды, в зависимости от кого они исходят:
- применяемые субъектами хозяйствования в конкретном правоотношении;
- применяемые соответствующими контролирующими государственными органами, например Министерством экономики к субъекту хозяйствования за нарушение дисциплины цен[1].

Санкции могут устанавливаться законом или договором.
Для применения санкции необязательно обращаться в суд, они могут применяться субъектами самостоятельно. Следовательно, санкции делятся на виды в зависимости от порядка реализации: реализуемые в судебном порядке или бесспорном порядке.
Санкции в хозяйственных отношениях подразделяются на виды в зависимости от форм проявления её последствий в определенных правоотношениях:
1. применительно к обязательствам, за нарушение которых она наступает: оперативно-хозяйственная, внутрихозяйственная, хозяйственно-управленческая и другие;
2. применительно к субъектному составу и правоотношений: долевая, солидарная, субсидиарная;
3. по объёму ответственности: полная, ограниченная и повышенная.

Имущественными санкциями предусматриваются неблагоприятные последствия для субъектов хозяйствования, нарушивших права и законные интересы своих контрагентов в следующих формах — возмещение убытков и уплата неустойки.
Сущность возмещения убытков состоит в том, что её действие направлено на восстановление имущественного положения потерпевшего за счет имущества правонарушителя. Возмещение убытков последует в случае, если субъект хозяйствования, чьи права были нарушены, понёс убытки. Под убытками при этом понимаются расходы, которые потерпевший произвёл или должен будет произвести для восстановления нарушенного права, а также неполученные доходы, которые это лицо получило бы при обычных условиях, если бы его право не было нарушено (упущенная выгода). Если нарушитель получил вследствие нарушения доход, потерпевший вправе требовать наряду с другими убытками возмещения упущенной выгоды в размере не меньшем, чем такие доходы. Как правило, убытки подлежат возмещению в полном объёме, хотя законом или договором может предусматриваться и меньший размер (ст. 15 ГК РФ).
В соответствии со ст. 311 Гражданского кодекса РБ неустойкой (штрафом, пеней) признается определенная законодательством или договором денежная сумма, которую должник должен уплатить кредитору в случае неисполнения или ненадлежащего исполнения обязательства, в частности, в случае просрочки исполнения.
Неустойка бывает двух видов — законная и договорная и она реализуется в зависимости от порядка её установления. При этом, следует отметить, что если стороны в договоре не оговорили неустойку, то она будет применяться в соответствии с нормой закона.
Кроме того, неустойка подразделяется на:
1. зачетную (кроме неустойки возмещаются убытки в части, непокрытой неустойкой);
2. штрафную (возмещение причиненных убытков в полном объёме);
3. исключительную (исключает возможность взыскания убытков);
4. альтернативную (предоставляет право взыскать убытки или выплатить неустойку).

Штраф и пеня различаются способом исчисления. Штраф взыскивается однократно и определяется в твердо выраженной денежной сумме или в процентном отношении к определенной величине, а пеня взыскивается в процентном отношении к невыполненной части обязательства за каждый день просрочки исполнения обязательства.
Законодательство предусматривает также и такую форму имущественных санкций, как уплата процентов за неисполнение денежного обязательства (с. 366 ГК РБ).
Законодатель предусмотрел также тот случай, если убытки, причиненные кредитору или сумма долга, увеличенная с учетом инфляции, превышает сумму процентов, причитающихся кредитору, он вправе требовать от должника возмещения убытков или долга, увеличенного с учетом инфляции, в части, превышающей эту сумму. Если законодательством или договором для начисления процентов не установлен более короткий срок, проценты за пользование чужими денежными средствами взимаются по день уплаты суммы этих средств кредитору.
В настоящее время в юридической литературе ведется дискуссия относительно правовой природы процентов — относятся ли они к форме возмещения убытков или к имущественным санкциям либо иным формам гражданско-правовой ответственности.

## Понятие и виды мер оперативного воздействия
Мерами оперативного воздействия являются санкции, применяемые в целях обеспечения исполнения обязательств субъектами при осуществлении ими своей хозяйственной деятельности, носящие неимущественный характер. Данные меры воздействия не влекут для субъекта имущественных последствий, поэтому их следует называть мерами оперативного воздействия.
Они делятся на две группы:
1. применяемые контрагентами в конкретном правоотношении;
2. применяемые уполномоченными государственными органами.

В качестве мер оперативного воздействия, применяемых к субъектам хозяйствования в законодательстве, можно назвать следующие:
1. отказ от принятия и оплаты поставленных товаров (работ, услуг);
2. самостоятельное устранение недостатков в поставленной продукции (работах, услугах);
3. отказ в принятии груза к перевозке;
4. перевод неисправного плательщика на предоплату;
5. изменение или расторжение договора в одностороннем порядке.

## В Республике Беларусь
Законодательством РБ упоминаются различные виды ответственности: гражданско-правовая, уголовно-правовая, административная. Кроме того, Указом Президента Республики Беларусь от 15 ноября 1999 № 673 «О некоторых вопросах по совершенствованию координации деятельности контролирующих органов Республики Беларусь и порядка применения ими экономических санкций» введены понятия экономической ответственности и экономической санкции.
Экономическая санкция определяется как установленная актами законодательства мера государственного принуждения, имеющая характер имущественного и (или) неимущественного воздействия и применяемая к субъекту предпринимательской деятельности за совершение экономических правонарушений. Причём, согласно п. 2 Указа от 15 ноября 1999 г. под экономическим правонарушением следует понимать противоправное деяние (действие или бездействие) субъекта предпринимательской деятельности, выразившееся в неисполнении или ненадлежащем исполнении актов законодательства, регулирующих экономические отношения.